# Welsh League Cup
La Welsh League Cup (Coppa di lega gallese) è un torneo calcistico organizzato dalla Football Association of Wales. Il regolamento esclude le squadre gallesi che giocano nei campionati inglesi: Cardiff City, Swansea City, Wrexham, Newport County e Merthyr Tydfil.

## Albo d'oro
| Anno                 | Campione                                                   | Risultato                                                  | Vicecampione                                               |
| -------------------- | ---------------------------------------------------------- | ---------------------------------------------------------- | ---------------------------------------------------------- |
| 1992-1993 (Dettagli) | Afan Lido                                                  | 1 - 1 4-3 (dcr)                                            | Caersws                                                    |
| 1993-1994 (Dettagli) | Afan Lido                                                  | 1 - 0                                                      | Bangor City                                                |
| 1994-1995 (Dettagli) | Llansantffraid                                             | 2 - 1                                                      | Ton Pentre                                                 |
| 1995-1996 (Dettagli) | Connah's Quay Nomads                                       | 1 - 0                                                      | Ebbw Vale                                                  |
| 1996-1997 (Dettagli) | Barry Town                                                 | 2 - 2 4-2 (dcr)                                            | Bangor City                                                |
| 1997-1998 (Dettagli) | Barry Town                                                 | 1 - 1 5-4 (dcr)                                            | Bangor City                                                |
| 1998-1999 (Dettagli) | Barry Town                                                 | 3 - 0                                                      | Caernarfon Town                                            |
| 1999-2000 (Dettagli) | Barry Town                                                 | 6 - 0                                                      | Bangor City                                                |
| 2000-2001 (Dettagli) | Caersws                                                    | 2 - 0                                                      | Barry Town                                                 |
| 2001-2002 (Dettagli) | Caersws                                                    | 2 - 1                                                      | Cwmbran Town                                               |
| 2002-2003 (Dettagli) | Rhyl                                                       | 2 - 2 4-3 (dcr)                                            | Bangor City                                                |
| 2003-2004 (Dettagli) | Rhyl                                                       | 4 - 0                                                      | Carmarthen Town                                            |
| 2004-2005 (Dettagli) | Carmarthen Town                                            | 2 - 0                                                      | Rhyl                                                       |
| 2005-2006 (Dettagli) | TNS Llansantffraid                                         | 4 - 0                                                      | Port Talbot Town                                           |
| 2006-2007 (Dettagli) | Caersws                                                    | 1 - 1 3-1 (dcr)                                            | Rhyl                                                       |
| 2007-2008 (Dettagli) | Llanelli                                                   | 2 - 0                                                      | Rhyl                                                       |
| 2008-2009 (Dettagli) | The New Saints                                             | 2 - 0                                                      | Bangor City                                                |
| 2009-2010 (Dettagli) | The New Saints                                             | 3 - 1                                                      | Rhyl                                                       |
| 2010-2011 (Dettagli) | The New Saints                                             | 4 - 3 (dts)                                                | Llanelli                                                   |
| 2011-2012 (Dettagli) | Afan Lido                                                  | 1 - 1 3-2 (dcr)                                            | Newtown                                                    |
| 2012-2013 (Dettagli) | Carmarthen Town                                            | 3 - 3 3-1 (dcr)                                            | The New Saints                                             |
| 2013-2014 (Dettagli) | Carmarthen Town                                            | 0 - 0 3-1 (dcr)                                            | Bala Town                                                  |
| 2014-2015 (Dettagli) | The New Saints                                             | 3 - 0                                                      | Bala Town                                                  |
| 2015-2016 (Dettagli) | The New Saints                                             | 2 - 0                                                      | Denbigh Town                                               |
| 2016-2017 (Dettagli) | The New Saints                                             | 4 - 0                                                      | Barry Town                                                 |
| 2017-2018 (Dettagli) | The New Saints                                             | 1 - 0                                                      | Cardiff MU                                                 |
| 2018-2019 (Dettagli) | Cardiff MU                                                 | 2 - 0                                                      | Cambrian & Clydach                                         |
| 2019-2020 (Dettagli) | GAP Connah's Quay                                          | 3 - 0                                                      | STM Sports                                                 |
| 2020-2021 (Dettagli) | Non terminata a causa della Pandemia di COVID-19 in Galles | Non terminata a causa della Pandemia di COVID-19 in Galles | Non terminata a causa della Pandemia di COVID-19 in Galles |
| 2021-2022 (Dettagli) | GAP Connah's Quay                                          | 0 - 0 10-9 (dcr)                                           | Cardiff MU                                                 |
| 2022-2023 (Dettagli) | Bala Town                                                  | 0 - 0 4-3 (dcr)                                            | GAP Connah's Quay                                          |
| 2023-2024 (Dettagli) | The New Saints                                             | 5 - 1                                                      | Swansea City                                               |

## Vittorie
| Squadra              | Vittorie | Finali perse |
| -------------------- | -------- | ------------ |
| The New Saints       | 10       | 1            |
| Barry Town           | 4        | 2            |
| Carmarthen Town      | 3        | 1            |
| Caersws              | 3        | 1            |
| Afan Lido            | 3        | 0            |
| Rhyl                 | 2        | 4            |
| Connah's Quay Nomads | 2        | 0            |
| Llanelli             | 1        | 1            |
| Cardiff MU           | 1        | 1            |
| Bangor City          | 0        | 6            |
| Bala Town            | 0        | 2            |
| Caernarfon Town      | 0        | 1            |
| Cwmbran Town         | 0        | 1            |
| Ebbw Vale            | 0        | 1            |
| Port Talbot Town     | 0        | 1            |
| Ton Pentre           | 0        | 1            |
| Newtown              | 0        | 1            |
| Denbigh Town         | 0        | 1            |
| Cambrian & Clydach   | 0        | 1            |
| STM Sports           | 0        | 1            |
| Swansea City         | 0        | 1            |